# Shanti stupa, Pokhara

Pokhara Shanti stupa ali Pagoda miru je budistična pagoda na hribu Anadu, na nadmorski višini 1000 m, spomenik nekdanjega odbora za razvoj vasi Pumdi Bhumdi, v okrožju Kaski, Nepal, (zdaj del mesta Pokhara). Dostopna je po 200 stopnicah.
Shanti stupo v Pokhari je zgradil menih sange Nipponzan-Myōhōji, Morioka Sonin, z lokalnimi podporniki pod vodstvom Nichidatsu Fujiija, budističnega meniha in ustanovitelja Nipponzan-Myōhōji. Shanti je sanskrtska beseda, ki pomeni 'mir', in se pogosto uporablja tudi v nepalskem in hindujskem jeziku, Shanti stupa pa pomeni 'pagoda miru'. Svetišče Shanti stupa je bilo zgrajeno kot simbol miru. Nichidatsu Fujii je na višini 1100 metrov na hribu Anadu položil temeljni kamen skupaj z relikvijami Bude 12. septembra 1973. Nepal ima dve od osemdesetih pagod miru na svetu: Shanti stupa v Lumbini, rojstnem kraju Bude in Shanti stupo v Pokhari. Shanti Stupa v Pokhari je postala tudi turistična znamenitost. Ponuja panoramski pogled na območje masiv Anapurne, mesto Pokhara in jezero Phewa.

## Granja
Celotno pobudo je vodil Nichidatsu Fujii, ustanovitelj budističnega klana Nipponzan Myohoji, ki je znan po svoji zaslugi kot pobudnik izgradnje mirovnih pagod po svetu. Skupnost Nipponzan-Myōhōji in domačini Pokhare so zgradili Shanti stupo. Morioka Sonin (budistični menih iz japonskega izvora), Dharmashilla Guruma (menih) in Min Bahadur Gurung so bili ključni ljudje pri izgradnji pagode. Med gradnjo je nepalska vlada večkrat aretirala delavce, za kar se je na koncu ugotovilo, da so lažne obtožbe. Pred Shanti stupo, v čast darovanju zemljišča, je bil postavljen kip prvega izvoljenega namestnika ministra za obrambo, Min Bahadurja Gurunga. 28. novembra 1973 je bila postavljena molitvena dvorana s kipom Bude in gostiščem. Ko je gradnja pagode dosegla višino 35 metrov, sta Panchayati in kraljeva nepalska vlada zahtevala uničenje pagode in sosednjih stavb iz varnostnih razlogov. Lokalna vlada ni uradno "sprejela" stavbe. Čeprav je bila izgradnja pagode nesprejemljiva, je nenehna podpora Nipponzan-Myōhōji, menihov in lokalnih podpornikov omogočila nadaljevanje gradnje. Nichidatsu Fujii je napovedal, da bo nekega dne obnovljena Shanti stupa. 21. maja 1992, po osemnajstletni težki bitki, je častni Girija Prasad Koirala prišel na hrib Anadu in ponovno položil temeljni kamen. Gradnja je bila zaključena brez ovir, otvoritvena slovesnost je potekala v prisotnosti predsednika nepalskega kongresa in nekdanjega predsednika vlade Girije Prasada Koirale 30. oktobra 1999.

## Opis in pomen
Shanti stupa v Pokhari je prva pagoda svetovnega miru v Nepalu in enainsedemdeseta pagoda, ki so jo na svetu zgradili Nipponzan-Myōhōji. Pagoda je visoka 35 metrov in ima premer 105 metra. Bela pagoda ima dve stopnji za turiste in verske obiskovalce, da jo obkrožijo. Na drugi stopnji so prikazani štirje kipi Bude, predstavljeni kot spominki iz različnih držav: Dharmacakra Mudra iz Japonske, Bodh Gaya iz Šrilanke, Kushinagar iz Tajske in Lumbini iz Nepala. Vsak kip predstavlja pomembne dogodke v zvezi z Budo in so poimenovani glede na to, kje so se zgodili. Dharmachakra je postavljen pod gajur (fiala), ki označuje kolo življenja, dharmo in učenja Bude. Na vrhu zlatega gajurja je kristalni kamen iz Šrilanke, ki simbolizira razum in milost. Dvorana Dhamma s kipom Bude je v bližini pagode miru, kjer se vsak dan odvijajo budistični rituali, na pomembne datume po lunarnem koledarju, kot je na dan polne lune, ko se izvajajo velike puje (predanost). 

## Turistična zanimivost
Shanti stupa stoji na vrhu hriba Anadu in dodaja lepoto dolini Pokhara. To je popoln počitniški kraj, ki ponuja jasen pogled na himalajsko jezero, jezero Phewa in mesto Pokhara. Na vrhu hriba je čudovit razgled na sončni vzhod in sončni zahod. TripAdvisor je Shanti Stupa uvrstil na drugo mesto v Pokhari. 
Pagoda je 7 km oddaljena od glavnega poslovnega središča v Pokhari. Obstaja več načinov za dosego pagode: pohodne poti, kolesarske steze in cesta do Stupw. Priljubljena in pustolovska je pohodniška pot, ki prečka jezero Phewa z lokalno ladjo in nato hoja navzgor skozi lokalne vasi, ki traja približno eno uro. Delna cesta od Chhorepatana do Stupe traja približno 25 minut, do katerih se lahko pripeljete s taksijem ali z osebnim avtomobilom. Stupa je dostopna tudi z javnim prevozom. 